# 同定
同定（どうてい、英: identify, identification）とは、科学全般の用語で、ある対象についてそれが「何であるか」を突き止める行為（名前・正体・同一性を特定する行為）を指す。同定する、同定作業とも表記される。類義語は比定。分野によって様々な使い方がある。
1. 生物学（分類学）において同定と言えば、種名を調べる行為を指す。本項ではこれについて解説する。
2. 化学の分野で同定とは、対象としている物質の種類を決定する行為を指す。→分析化学
3. 制御工学・制御理論の分野で同定とは、対象としている系の数理モデルを決定する行為を指す。→システム同定
4. 地質学の分野で同定とは、地層が堆積した時代区分を決定する行為を指す（地層同定の法則）。ただし、地質学の下位分野である古生物学においては、1.と同義で用いられることもある。
5. 登山用語では、遠くに見える山の名前を特定する行為を山座同定という。

生物学（分類学）において同定とは、生物個体を既存の分類体系に位置付け、その種名を明らかにする作業のことである。

## 意義
生物学の研究において、研究成果の情報は学名を基準として集積され、さらなる研究のために活用される。同定が間違っていて不正確な命名がされた場合、研究成果の価値と信頼性は低下してしまう。そのため、生物学において正確な同定は必須である。生物学の研究だけでなく、生物を利用するさまざまな産業にとって、正確な同定は重要である。また、アマチュアの生物愛好家にとって、採集した生物の名前がわかることは大きな喜びになる。生物の名前を知ったうえで観察を行うのは科学教育の観点からも有効である。人間活動の影響による生物多様性の減少に対処するためにも、やはり同定が不可欠となる。
同定を試みた結果、既存の分類体系に収まらないと判断された場合、新しい分類群の設立（新種の発見、新種記載）という分類学的な研究の出発点となる。その点で、アマチュアによる同定が結果的に新種記載に寄与することもある（市民科学）。

## 方法

### 図鑑
生物の図や写真とともに解説を掲載した図鑑は、生物の同定に広く用いられている。図鑑は生物の外見を絵や写真と見比べることで、容易かつ迅速に、ある程度の正確さをもって同定できるという長所を持つ。多くの図鑑が出版され、野外で生物と見比べることのできるフィールドガイドなどもある。
しかし図鑑では、色や形の似た種を識別するのは難しい。個々の種の解説があっても種間の違いが明文化されていないことも多く、違いを知るにはそれぞれの種の記述を読んで比較しなければならない。また図鑑には必ずしもすべての種が網羅的に掲載されているわけではなく、とくに『日本動物図鑑』のような幅広い分類群を扱う一般的な図鑑では、網羅性はかなり低くなり、種の同定には向かないこともある。同定したい生物が掲載されていない種だった場合、「該当種なし」と判断するべきところを、図鑑では掲載されている種のうちでもっとも似ている種に誤って同定してしまう危険性がある。『日本産セミ科図鑑』のように対称分類群を限定して作られた専門的図鑑ならば網羅性はかなり高くなり有用だが、専門知識がなければ活用は難しい。
図鑑に限らず紙媒体の出版物では、研究の進展による分類体系の更新を反映できないという欠点を持つが、この点を補う電子図鑑も製作されている。

### 検索表
検索表は、生物の形質を1つ1つ調べることで同定を行うための仕組みである。生物群をある形質の違いによって2つのグループに分け、さらにそれぞれのグループをまた別の違いによって2つのグループに分けるという作業の繰り返しでできたもので、形質を1つ1つ調べて進んでいくことで同定することができる。しかし、専門家以外が検索表を用いるのは、現実には難しいことが多い。たとえば、ある部位が「大きい」か「小さい」かが判定基準になっているような場合、その分類群のことをよく知っていなければ、目の前にある標本が「大きい」のかどうか判断できない。この問題は識別点の図を付すことで緩和できる。
また検索表は通常、特定の上位分類群（たとえば科）の中の種を同定するように作られているため、上位分類群の所属が不明な（何の科かわからない）場合には使えない。さらに、出発点が一か所で、ある種にたどり着く経路が1つしかないという検索表の構造的な問題もある。始めのうちに識別の難しい形質が出てきた場合、初心者はそれ以上に進むことができなくなってしまうのである。進んでいったとしても、1度でも間違えると決して正しい答えを出せないため、独力で使いこなすのは困難である。
図鑑に検索表を併せて掲載した検索図鑑と呼ばれるものも出版されている。

### 形質データベース
ある分類群の全種を同定するのに必要な複数の形質について、全種の形質状態を入力したデータベースを作成することも試みられている。検索表と異なり、形質を決められた順序で1つ1つ照合していくのではなく、複数の形質を一度に入力して検索を行う、多重検索システムが用いられる。入力した形質では特定できなかった場合には、さらに別の形質を追加し、絞込み検索を行える。コンピュータを必要とし紙媒体では不可能という制約はあるが、検索表よりも利用する際の自由度が高い。

### DNAバーコーディング
生物が持つDNAの塩基配列を利用して同定を行うのがDNAバーコーディングである。RNAの配列を利用する場合もある。微生物や隠蔽種のように形態での同定が難しい場合や、現実的に処理できないほど大量のサンプルを同定する必要がある場合などにとくに有用で、また検索者の判断を必要としない点も特徴である。
原核生物では16S rRNAのライブラリがほぼ網羅されており、16S rRNAの配列を知ることができれば、例え未培養であろうが環境中の混合サンプルであろうが同定が可能である。

### より専門的な方法
もっとも正確な同定を行うためには、関連する分類群のすべての既知種に関して、その記載論文を参照することになる。さらに、関連する種のタイプ標本を直接に調べる必要が生じることもある。このようなレベルになると、専門的な分類学者以外には難しくなる。
図鑑や文献を使っても確実な同定ができない場合には、その分類群を専門とする分類学者に同定を依頼することもある。ダニの分類学者である青木淳一は、専門の分類群の同定依頼には応じるのが分類学者の責務であると指摘する一方で、依頼する側にも、標本は適切な状態に処理し、必要なデータ（採集地など）を付けること、標本の返却を求めないことなどの配慮がマナーとして求められるとしている。

### どの階層まで確実か
現在の日本では、たとえば陸上の脊椎動物や蝶などは通常の図鑑でほとんどの種名が判明してしまう。種子植物などもほとんどは同定できるだろう。しかし、より広い生物の分類群を見渡した場合、一般に生物の同定は難しいものである。実際に存在するすべての種が記載されている分類群はほとんど無いし、その大半が記載されていると言える群も一部にすぎず、身近に見られるものにも未記載種がたくさんある、ということは珍しくない。そしてその同定のための図鑑がない群だっていくらでもある。専門家以外が同定を行う場合、そのような条件下で、ごく一部かも知れない種についてのみ掲載された図鑑を頼りにしていることは知っておくべきである。
このような条件下では、種名が確定することはまずない。うまくぴったりの種が見つかっても、それはその標本がその種であることを意味するのか、それともその種に近縁な別種の可能性があるかを見分けることは困難である。このような場合、記述があれば属の特徴、種の特徴を区別して、この属であることまでは確実だ、ということであるのか、この属であることは間違いなく、その上にこの種であることも確かそうだ、ということであるかを区別する。後者であればその種名を使えるだろうが、前者の場合には属までを確定して、種についての判断は避ける方が無難である。その場合、「○○(属)の1種」といった表現をする。
たとえば、クモを捕まえて、それが雌成虫であれば生殖器なども観察して種名が確定できる。その結果それがオニグモであるとわかれば、
- オニグモ　Araneus ventricosus　♀成虫1

と採集記録が書ける。亜成虫であれば雌生殖器は確認できないが、それ以外の特徴から、ある程度は確かな判断ができるだろう。しかし、幼虫であれば、この判断は困難となる。その場合、属までの判断であきらめざるを得ない。採集記録はこう書く。
- オニグモ属の1種 Araneus sp. 幼虫1

属は省略する場合もある。属名の後ろのsp.はspecies（種）の略。さらに、何だかよくわからなくて、ただコガネグモ科であるのは確かだと判断すれば、
- コガネグモ科の1種 Araneidae gen. et sp. indet.

という場合もある。

## 利用される形質
同定に使われる形質は、その対象となる群によってさまざまであるが、肉眼的生物では、古くから形態的なそれが重視されてきた。また、微生物学では生理的形質が重視された。現在では、遺伝子も利用できる。

### 形態
図鑑などを利用する場合、同定に使われる形質は、主として形態的な形質である。これは、古来の分類学がこれを重視してきたためでもあり、また、最も取り扱いやすいためでもある。例えば高等植物であれば葉の形や葉柄の様子、その縁のぎざぎざの具合、あるいは枝へのつき方などがよく利用される。しかし、多かれ少なかれ基本的にはよく似た姿の生物であるから、その区別は微妙であり、日常的な用語では区別して記述するのは困難であり、いきおい独特の表現が使われる。図鑑等ではそれらの解説が巻頭か巻末に置かれているので、それを参考にしながら理解する必要がある。
たとえば日本産のカシの木の場合、葉の形の描写は以下のような具合である。
- アカガシ：長楕円形または楕円形、鋭尖頭、鈍端、基部は広いくさび形、全縁、まれに上部に波状鋸歯
- シラカシ：狭長楕円形、鋭尖頭、基部はくさび形、1/3以上は鋭鋸歯縁
- アラカシ：倒卵状長楕円形から長楕円形、基部は広いくさび形、中部以上に鋭鋸歯縁
- ウラジロガシ：長楕円状披針形から披針形、鋭尖頭、基部は広いくさび形、下から1/3以上に鋭鋸歯縁

### 生態的性質
その行動や習性にはっきりした特徴がある場合もあり、分類や同定に利用される例もある。特に野外での調査では重視される。クモ類では、網の形は科を特定するのに有力な特徴となり、どんな網を張っていたかが分からないと同定に苦労することもある。しかし、一般には標本を同定の対象にすることが多いので、このような特徴は利用できない場合も多い。

### 生理的特徴
細菌類の場合、物質代謝能力や生育温度などの生理的な性質による同定がよく使われた。たとえばある糖類を利用可能であるかどうかとか、代謝産物として○○酸を生産するかどうか、といった特徴である。菌類においても発酵関連の方向からは、このような同定法が行われてきた歴史がある。ただし、このような性質を知るためには、培養が必須であるから、まず培養株を確立する必要がある。また、そのような同定に向けて作られた同定培地も用意されている。他方で、このような性質はその生物の生活に密着した非常に適応的なもので、それだけに変異も多くあると考えなければならない。カビ類では、このような特徴は次第に使われない方向へ移行したように見える。これに対して、生育への温度の影響、最適温度や生育限界温度などはより分類に密着した特徴らしい。カビ類では、低温を好む菌群や特殊な高温菌などが区別される。